# モントルイユ (セーヌ＝サン＝ドニ県)
モントルイユ （Montreuil）は、フランス、イル＝ド＝フランス地域圏、セーヌ＝サン＝ドニ県の都市。県で最も人口密度が高い。

## 地理
パリ郊外東部にあり、県の南部に位置する。ノートルダム大聖堂から約7.5kmの距離である。
中世のモントルイユの村は元々、モントルイユ台地の終わりを示す凹線の上にあった。この低い場所が現在市中心部となっている。

## 由来
ラテン語で小さな修道院を意味する、Monasteriolumから派生した。別称でモントルイユ＝スー＝ボワ（Montreuil-sous-Bois）とも呼ばれる。

## 歴史

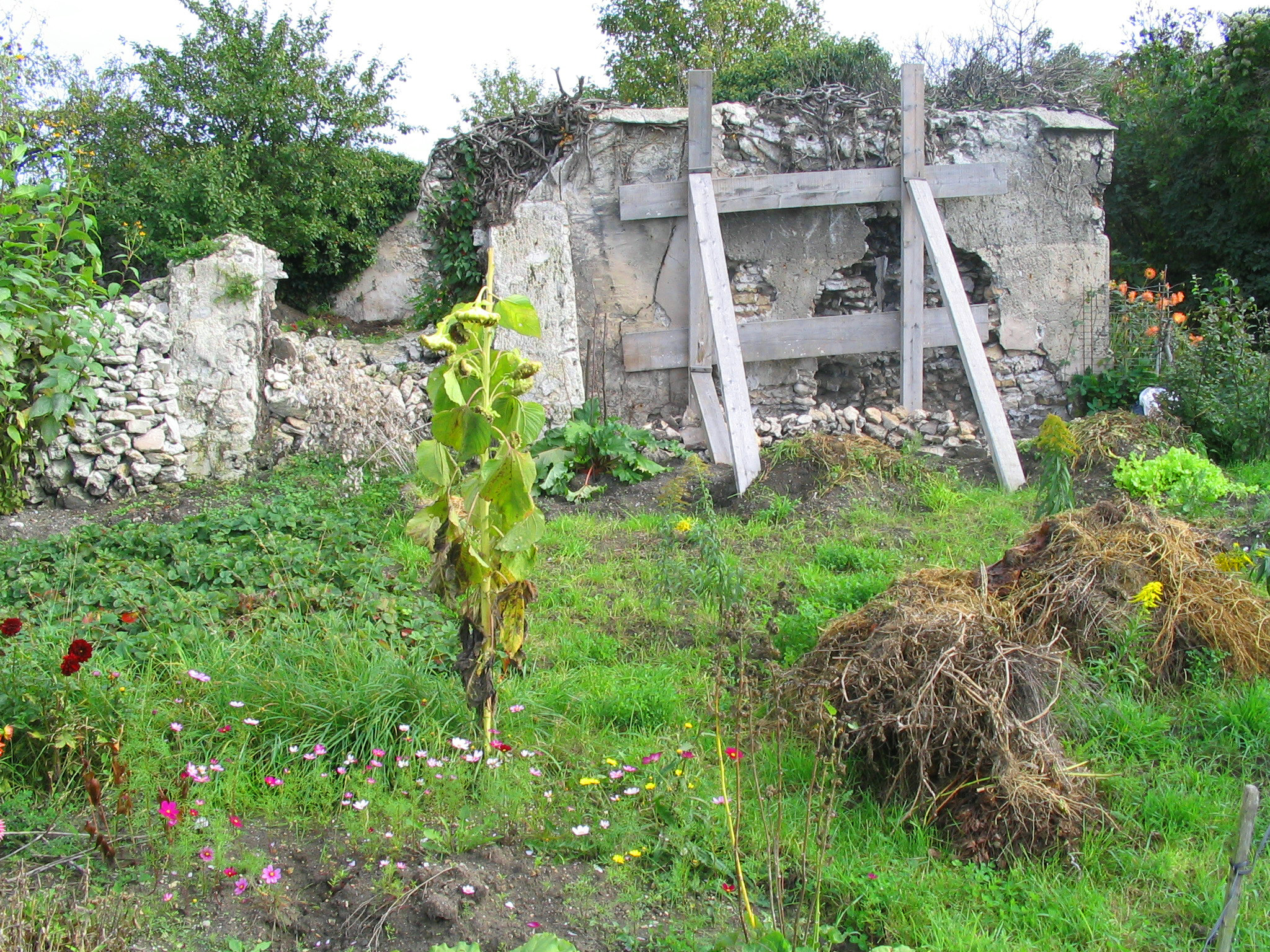
ミュル・ド・ペッシュ

12世紀になって、モントルイユは強力な領主、そして高位聖職者に選ばれる土地となった。サン＝ピエール・サン＝ポール教会が、ヴァンセンヌに宮廷を置く王の信仰の場所としてモントルイユに建てられたためである。シャルル5世と王妃ジャンヌ・ド・ブルボンはこの教会で洗礼を受けた。
パリ郊外においては、野菜の収穫は重要な食糧供給であった。モントルイユの丘陵では、ワイン用ブドウやモモが栽培されていた。モモを冷害の被害から防ぎ収穫量を増やすために、ミュル・ド・ペッシュ（fr）という壁がモモ畑の周りに築かれた。モントルイユのモモは、20世紀初頭までヨーロッパ諸国の王侯の食卓に並んでいた。
1260年以降、宮廷のあるヴァンセンヌに飲料水を供給していたモントルイユは、替わりに税や雑役を免除されていた。
18世紀のフランス革命後、飢饉、疫病、畑地の荒廃でモントルイユは困窮した。19世紀に産業革命が始まり、モントルイユでは木を用いたおもちゃ製造、石膏の発掘が行われた。パリ・コミューンの時には、モントルイユは革命政府側について戦った。
20世紀になってアフリカ、マリ共和国出身の移民が流入した。このため、マリの首都バマコに次ぐ『マリ第2の都市』、またはバマコ＝シュル＝セーヌ（Bamako-sur-Seine）とも呼ばれている。

## 交通
- 道路 - A3とA86
- 地下鉄 - パリメトロ1号線、パリメトロ3号線、パリメトロ9号線

## 出身の著名人
- シャルル・エミール・レイノー（発明家）
- ディディエ・ドーラ（パイロット）
- エロディ・ブシェーズ（女優）
- オリヴィエ・ダクール（サッカー選手）
- リオネル・マティス（サッカー選手）
- ジャメル・アブドゥン（サッカー選手）

## 姉妹都市
- コトブス、ドイツ
- 長春、中国
- アガディール、モロッコ
- イェリマネ、マリ共和国
- ビストリツァ、ルーマニア
- パルメラ、ポルトガル
- ディアデマ、ブラジル
- Modi'in-Maccabim-Re'ut、イスラエル